# Macizo de Anaga
Macizo de Anaga („Masivul Anaga”) este o regiune istorică și geografică situată în nord-estul insulei Tenerife (Insulele Canare, Spania). Din anul 2015, această zonă face parte din Rezervația Biosferei. 

## Flora și fauna
Regiunea se remarcă prin flora și fauna sa unice, precum și prin numeroasele sate tradiționale răspândite în această zonă muntoasă. Numele „Anaga” provine de la un fost regat guanche care a existat aici înainte de cucerirea spaniolă. La acea vreme, insula Tenerife era împărțită în nouă regate, iar Anaga reprezenta partea estică.

## Structuri de relief
Relieful regiunii este extrem de accidentat, cu văi largi, munți și ravene adânci. Printre localitățile importante din zonă se numără: San Andrés (cea mai importantă), Taganana, Igueste de San Andrés, Almáciga, María Jiménez și 'Valleseco, printre altele.

## Folclor și tradiții
Zona este cunoscută și pentru numeroasele legende despre vrăjitoare.[2] Pe lângă natura spectaculoasă și legendele locale, satele pitorești din Anaga reflectă obiceiurile și tradițiile autentice ale Insulelor Canare.

## Galerie media

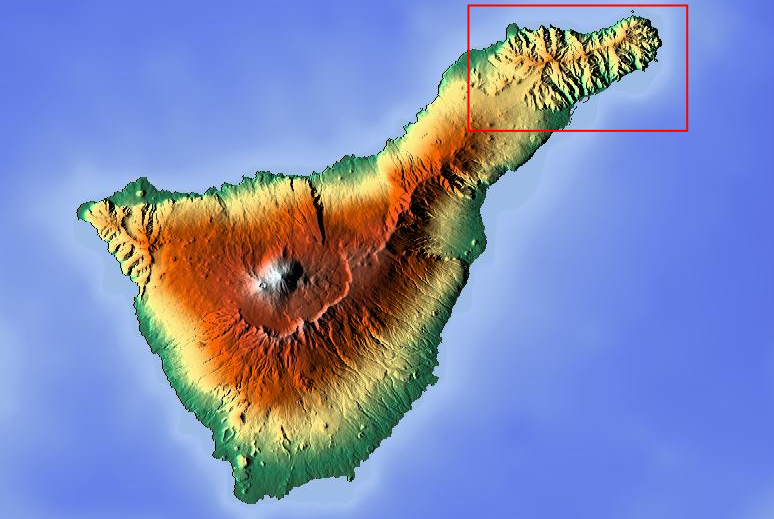
Macizo de Anaga, Tenerife
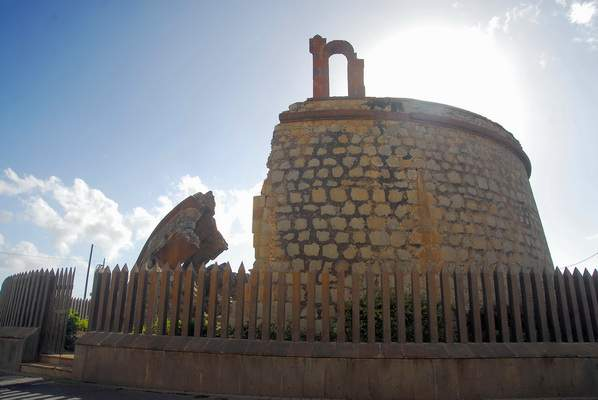
Castelul San Andrés
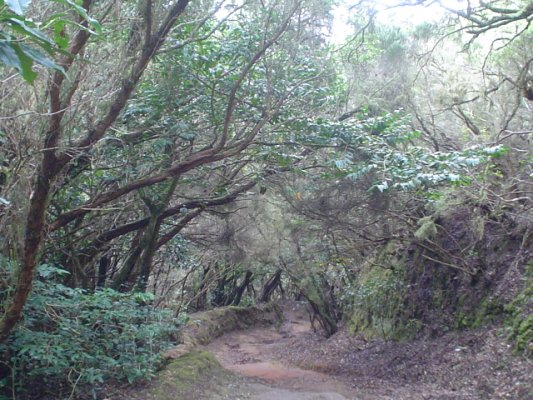
Monte de Las Mercedes-Llano el Loro
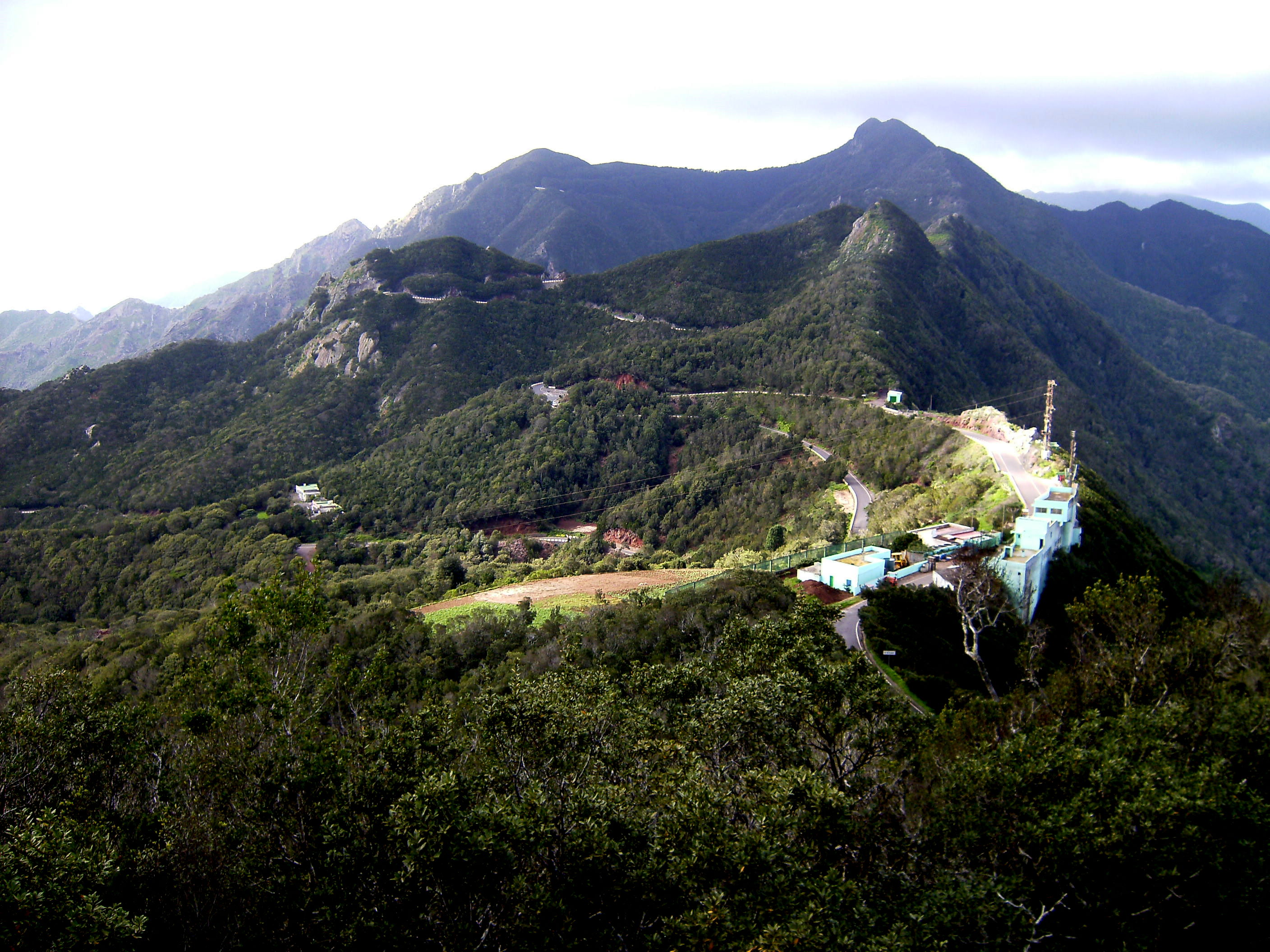
El Bailadero
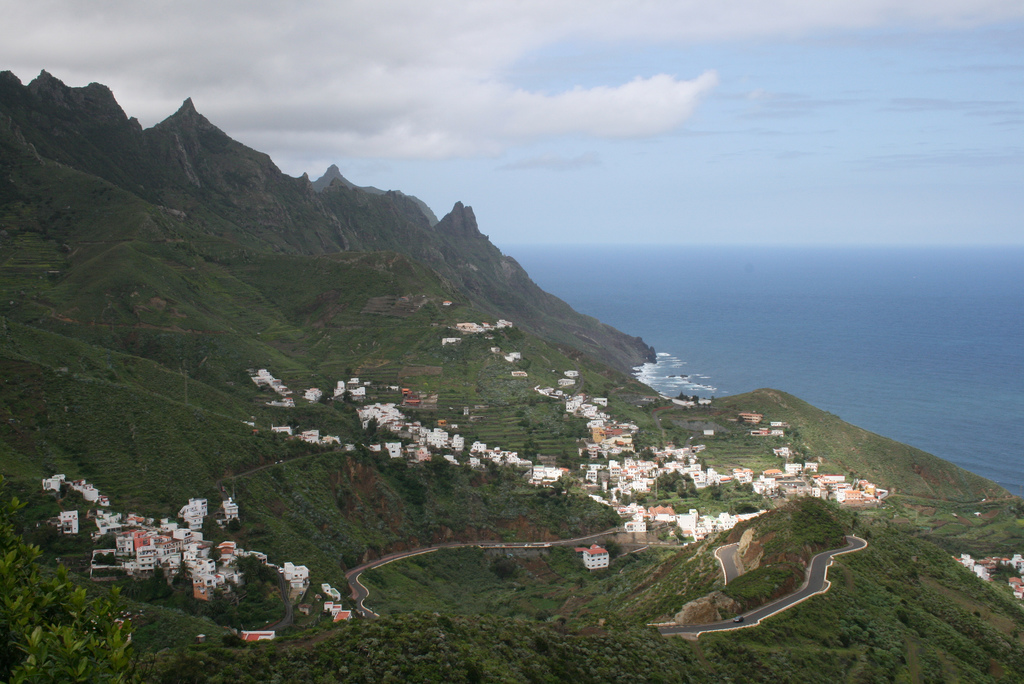
Taganana
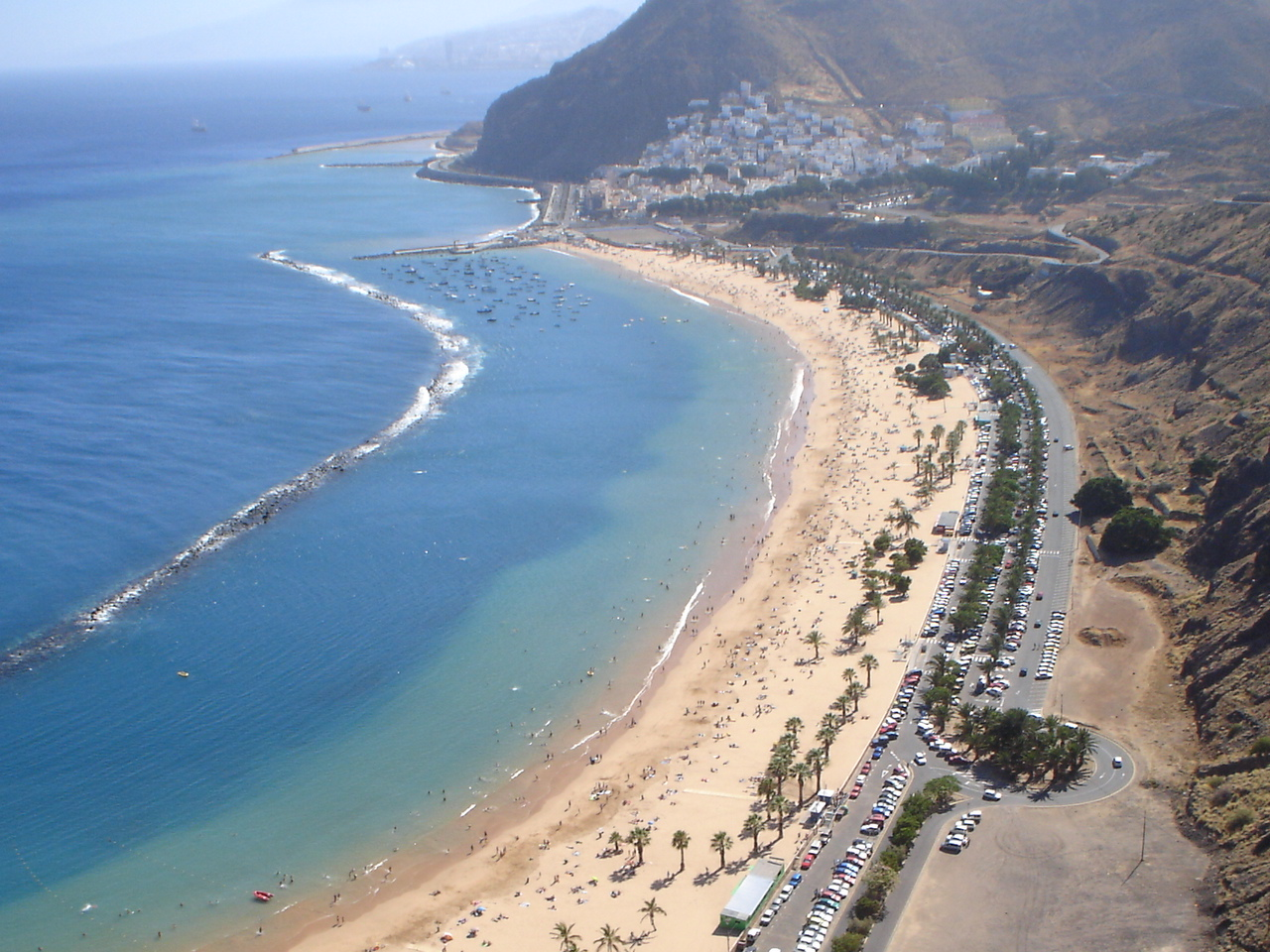
San Andrés și Playa de las Teresitas